# Accio Nacionalista Valenciana
|  | No s'ha de confondre amb Acció Nacionalista Valenciana. |

Accio Nacionalista Valenciana (sic) (ACNV) és un partit polític valencià d'ideologia blavera, que rep el seu nom d'un històric partit dels anys 30. Els seus líders són Miquel Real i Jaume Hurtado, sent Miquel Real el seu actual president, substituint a  Boro Vendrell, fundador del partit.
Miquel Real ha estat vinculat al Grup d'Acció Valencianista, sent el responsable del seu butlletí, SOM, fins que fou destituït.

## Ideologia
Ideològicament, ACNV es defineix com a partit de centre i nacionalista. Lingüística i identitàriament parlant, defensen l'ús de les normes del Puig sense accents com a normativa per al valencià, tenint en compte, que un dels motius dels seus fundadors per a crear el nou partit i refundar ACNV, foren les discrepàncies amb Unió Valenciana per considerar erràtica la seua trajectòria. En els seus principis, ACNV propugna la defensa de la Reial Senyera Coronada, del valencià com a llengua diferent al català i les Normes del Puig en la seua versió sense accents, així com de l'himne de l'exposició. Es mostra contrària a les normes de l'AVL, per considerar-les iguals a les de l'Institut d'Estudis Catalans, ja que rebutgen rotundament la unitat de la llengua valenciana-catalana.
El nacionalisme econòmic d'Accio té principalment dues propostes: La primera és la signatura d'un nou concert econòmic i fiscal per a València, en objectiu d'aconseguir que els impostos dels valencians es quedaren a València. La segona és la promoció i consum dels productes valencians. Per a fomentar els productes valencians, Accio Nacionalista Valenciana proposa tenir un euro més barat, i que hi haja majors impostos per als productes que venen de la Xina i el Marroc.

## Història

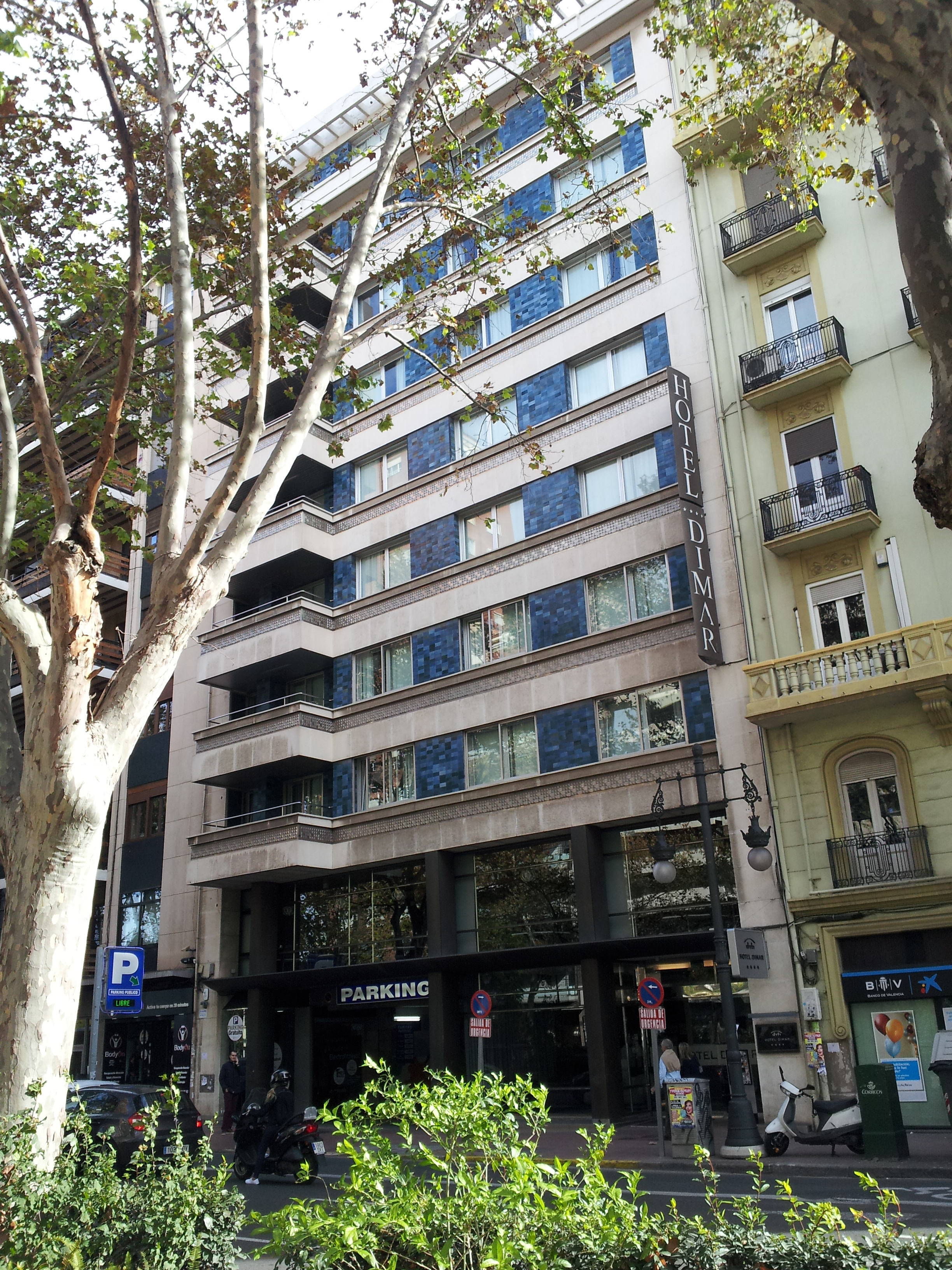
A l'Hotel Dimar de València es va celebrar el congrés on va decidir el futur d'Unió Valenciana.

Després de la desfeta electoral que Unió Valenciana va patir a les eleccions a les Corts Valencianes de 1999, es va realitzar un congrés on el regionalista Jose María Chiquillo es va imposar al nacionalista Enric Ramon, afí al fins aleshores president Hèctor Villalba. A aquell congrés hi hagué una tercera candidatura, formada per un grup provinent de les joventuts de tendència nacionalista però també blavera i partidària del secessionisme lingüístic, fet que els va valdre acusacions d'ortodoxos. Coneguts també com a Joves turcs, seria este sector el que assentaria les bases de la futura ACNV.
A aquell congrés, la llista de Chiquillo (53%) s'imposà per una diferència de 92 vots a la d'Enric Ramón (37%). La llista dels joves turcs, encapçalada per David Marchuet, va obtenir 46 vots, poc menys del 8%.
Després que Chiquillo pactara un acord electoral i posterior integració a les llistes del Partit Popular de la Comunitat Valenciana, es produeix una reunió a l'hotel Dimar de València on es decideix la creació d'un nou partit. Recuperen el nom del vell partit de Miquel Adlert i Xavier Casp en 2005, arribant a tindre ja aquell any alguna actuació pública tot i no utilitzar encara el nom d'Accio Nacionalista Valenciana, que es refundaria oficialment en febrer de 2006. En les eleccions municipals de 2007 presentà una llista en Alfafar, obtenint 47 vots, el 0,48% del total.
A partir d'aquell moment ACNV no es torna a presentar a cap contesa electoral, tornant a aparèixer a la llum pública en 2013 quan s'anuncie que, juntament amb els partits UNIO, de Raül Cerdà, i Renovació Política de Benjamín Lafarga, negociaven una futura coalició electoral entre diferents forces blaveres per a les eleccions a les Corts Valencianes de 2015. A les eleccions al Parlament Europeu de 2014 va presentar-se en coalició amb UNIO i RePo, a més de diferents partits andalusos i aragonesos, en la coalició Projecte Europa, que va obtenir poc més de 6.000 vots al País Valencià (0,35%). Projecte Europa va ser la catorzena força política valenciana per darrere d'Esquerra Republicana del País Valencià.

## Activitats
Al llarg dels anys 2013 i 2014, Accio Nacionalista Valenciana ha dut a terme un procés d'implantació en les comarques de La Plana Baixa, Baix Vinalopó, El Camp de Morvedre, l'Horta de València, el Camp del Túria, La Ribera, i La Costera i en una vintena de ciutats i pobles de València. En 2014, Acció Nacionalista Valenciana va arribar a un acord amb el partit Coalición Canaria, pel qual ACNV podrà fer preguntes al Govern mitjançant la formació canària. De la mateixa forma, ACNV té acords amb el Partido Regionalista por Andalucía Oriental (PRAO) per a reclamar la unió de la mediterrània amb l'atlàntic europeu, per mitjà del corredor ferroviari per Aragó.